# Hickory (Missisipi)
Hickory – miasto w Stanach Zjednoczonych, w stanie Missisipi, w hrabstwie Newton.